# One Shot '90 Volume 1
Le migliori canzoni degli anni '90 in questo album della collana One Shot dalla Universal Music.

## One Shot '90 Volume 1
| Traccia | Artista           | Titolo                           | Durata |
| ------- | ----------------- | -------------------------------- | ------ |
| 1       | Robert Miles      | Children                         | 3.46   |
| 2       | Haddaway          | What Is Love                     | 4.28   |
| 3       | Ké                | Strange World                    | 4.31   |
| 4       | Londonbeat        | I've Been Thinking About You     | 3.48   |
| 5       | Charles & Eddie   | Would I Lie to You?              | 4.37   |
| 6       | The Beloved       | Sweet Harmony                    | 5.01   |
| 7       | Sydney Youngblood | If Only I Could                  | 3.28   |
| 8       | Crystal Waters    | Gypsy Woman (La Da Dee La Da Da) | 3.47   |
| 9       | Roachford         | Get Ready!                       | 4.38   |
| 10      | Snap!             | Rhythm Is a Dancer               | 3.41   |
| 11      | Vacuum            | I Breathe                        | 4.34   |
| 12      | Mark Morrison     | Return of the Mack               | 3.31   |
| 13      | Ace of Base       | All That She Wants               | 3.30   |
| 14      | Extreme           | More Than Words                  | 5.33   |
| 15      | EMF               | Unbelievable                     | 3.28   |
| 16      | Culture Beat      | Mr. Vain                         | 5.36   |
| 17      | Gabrielle         | Dreams                           | 3.38   |
| 18      | Ten Sharp         | You                              | 4.07   |